# Daniel McKee
Daniel J. McKee (* 16. června 1951 Cumberland, Rhode Island) je americký politik a člen Demokratické strany, od března 2021 guvernér Rhode Islandu.
V letech 1992 až 1998 působil jako člen cumberlandské městské rady. V roce 2001 se stal starostou města, ve funkci setrval do roku 2005. Do funkce byl poté opět zvolen v roce 2007, ve funkci pak setrval dalších osm let, tj. do roku 2015, kdy se stal viceguvernérem Rhode Islandu, když sloužil po boku guvernérky Giny Raimondové. Guvernérem se stal v březnu 2021 poté, co na Raimondová na funkci guvernérky rezignovala. V listopadu 2022 byl poté guvernérem zvolen v řádných volbách, když se ziskem 58 % hlasů porazil protikandidátku Republikánské strany Ashley Kalusovou.
Je ženatý a má dvě děti.